# Oratorio di Sant'Anna (Poschiavo)
L'oratorio di Sant'Anna (ora cappella mortuaria) si trova a Poschiavo a sud della chiesa collegiata di San Vittore Mauro.

## Storia
L'oratorio risale al 1439, e fu trasformato nel 1732 in cappella della confraternita del Santissimo Sacramento; fu restaurato esternamente nel 1965-1966.

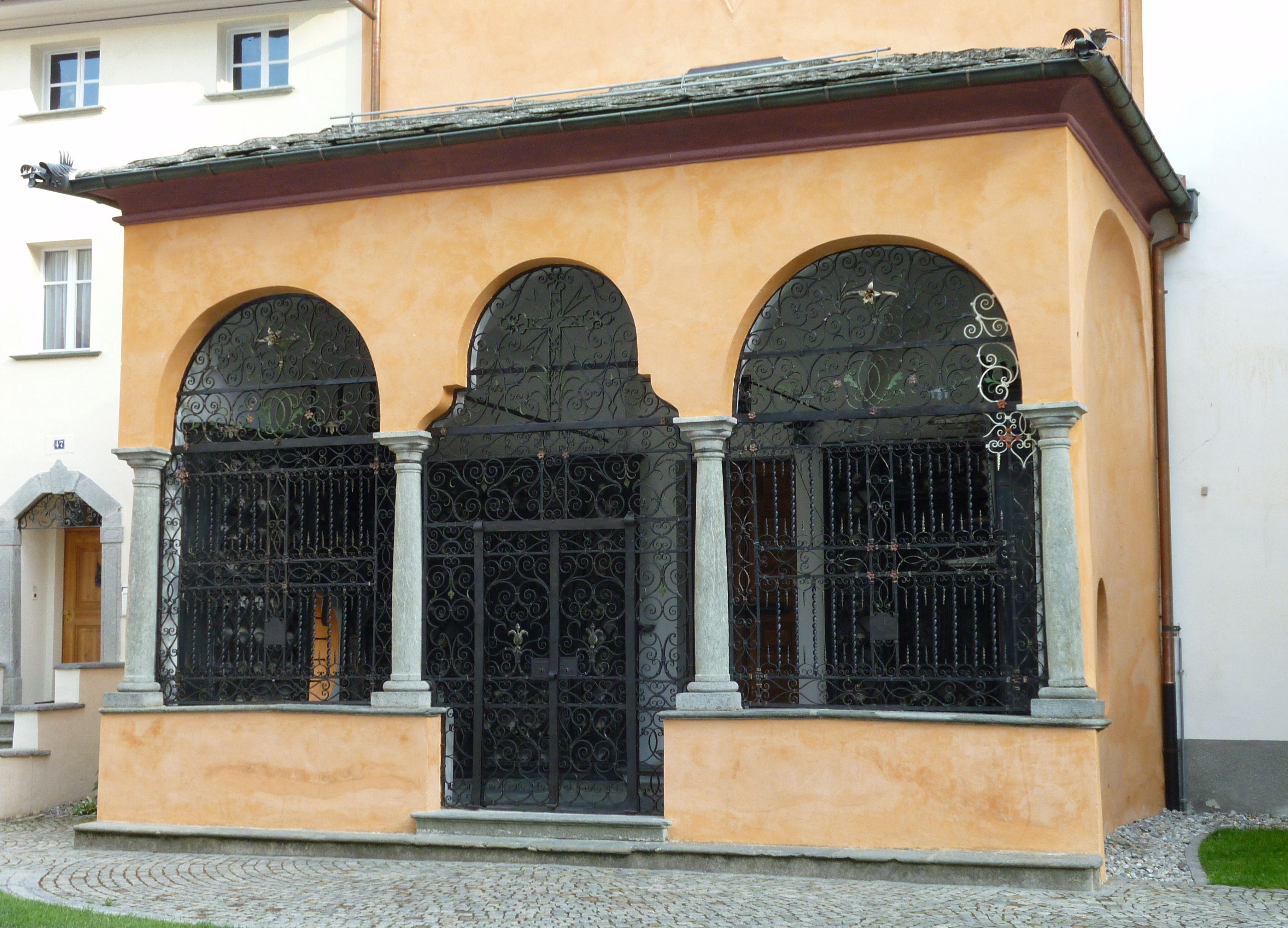
L'ossario

## Descrizione
L'edificio è sormontato da tre cupole di altezze graduali; la navata è quadrata, preceduta da un portico con tre arcate, chiuse da una inferriata del 1732, adibito ad ossario fin dal 1902-1903. Il presbiterio rettangolare è trasversale e il coro della confraternita è quadrato.

### Interno
L'interno custodisce stucchi e pitture settecenteschi e ottocenteschi, l'altare del 1740 circa, e statue barocche del XVII secolo raffiguranti Maria Vergine, Santa Caterina da Siena e San Domenico di Guzmán. 